# Organització territorial de Portugal
L'organització territorial de Portugal es basa en una complicada estructura administrativa. El segon nivell administratiu, després de l'Estat, és immediatament ja els seus 308 municipis (concelhos) els quals, al seu torn, se subdividixen en més de 4.000 parròquies (freguesia). Les parròquies, per altra banda, s'agrupen en diverses divisions de nivell superior que no coincidixen amb les delimitacions municipals, algunes de les quals són purament administratives, bé en general, bé específiques d'alguna branca d'activitat (per exemple, comarques judicials, regions turístiques, etc.), bé de caràcter tècnic, o bé de caràcter històrico-cultural. Hi hagué projectes que intentaren definir regions naturals, les quals gairebé mai coincidien amb les divisions administratives.

## Províncies tradicionals

Divisió tradicional de Portugal en províncies

Si bé hui dia no tenen cap significat administratiu, les províncies (o regions naturals) continuen per ser la divisió més popular del país, immediatament després dels districtes, amb els quals s'identifiquen la major part dels portuguesos. Creades amb una reforma el 1936, van ser derogades formalment amb l'entrada en vigor de la Constitució de 1976. Havien sigut les onze que es llisten tot seguit:
- Algarve
- Alt Alentejo
- Baix Alentejo
- Beira Alta
- Beira Baixa
- Beira Litoral
- Douro Litoral
- Estremadura
- Minho
- Ribatejo
- Trás-os-Montes e Alto Douro

## Regions Autònomes
La divisió més important és, des de 1976, el territori continental (o Portugal continental) i les dues regions autònomes insulars (o Portugal insular), Açores i Madeira. Aquesta primera divisió del territori nacional correspon a la subdivisió NUTS I.
Les Regions Autònomes se subdivideixen immediatament en municipis (19 a Açores i 11 en Madeira), però Portugal continental té una sèrie de subdivisions diferents.

## Districtes

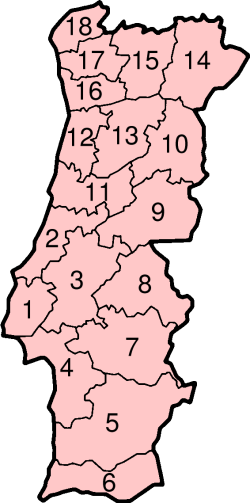
Districtes administratius de Portugal

Els districtes, encara que en vies d'extinció mitjançant el procés de descentralització, romanen com la subdivisió administrativa del país més rellevant, servint de base per a una sèrie d'utilitzacions de la divisió administrativa, que van de les circumscripcions electorals als campionats regionals de futbol.

### Antics districtes
Abans de 1976, els dos arxipèlags atlàntics eren també dins de l'estructura general dels districtes portuguesos, encara que amb una estructura administrativa diferent, basada en l'Estatut dels Districtes Autònoms de les Illes Adjacents (Decret-Llei n.º 36453, del 4 d'agost de 1947), que es traduïa en l'existència de Juntes Generals amb competències pròpies. Hi havia tres districtes autònoms a Açores i un a Madeira:
- Açores — el Districte d'Angra do Heroismo, el Districte d'Horta i el Districte de Ponta Delgada.
- Madeira — el Districte de Funchal.

Aquests districtes van desaparèixer amb l'arribada de la constitució portuguesa de 1976, que dotava a les Açores i a Madeira d'un Estatut Polític-Administratiu propi (que no preveu l'existència de districtes).

## NUTS
En Portugal hi ha 3 regions NUTS I (Portugal Continental, Regió Autònoma de les Açores i Regió Autònoma de Madeira), subdividides en 7 NUTS II (Nord, Centre, Lisboa, Alentejo, Algarve, Açores i Madeira), les quals per la seua banda se subdivideixen en 30 NUTS III.

### Regions (CCDRs, NUTS II)

NUTS II de Portugal.

Malgrat que els districtes siguen la divisió administrativa de primer grau a Portugal Continental, la divisió tècnica de primer ordre és una altra. Es tracta de les cinc grans regions gestionades per les Comissions de Coordinació i Desenvolupament Regional (CCDRs), i que corresponen a les subdivisions NUTS II per a Portugal. Els límits hi coincideixen amb els límits dels municipis, però no coincideixen amb els límits dels districtes, que de vegades es dividixen per més d'una regió. També aquestes regions es troben en vies de desaparèixer amb el procés de descentralització, però de moment són les següents:
- Regió de l'Alentejo
- Regió de l'Algarve
- Regió del Centre
- Regió de Lisboa (va substituir en 2002 la regió de Lisboa i Val do Tejo)
- Regió del Nord

### Subregions estadístiques (NUTS III)

NUTS III de Portugal.

Les regions se subdividixen en subregions estadístiques sense cap significat administratiu, amb l'únic objectiu de servir per a agrupar municipis veïns amb problemes i desafiaments semblants, i obtenir d'aquesta manera dades conjuntes destinades principalment a la planificació econòmica.
A continuació es llisten els 30 NUTS III, dividides per regions:
- Portugal Continental
  - Nord (8 NUTS)
    - Alt Trás-os-Montes (14 municipis; 8.171 km²; 223.259 habitants)
    - Ave (8 municipis; 1.245 km²; 509.969 habitants)
    - Cávado (6 municipis; 1.246 km²; 393.064 habitants)
    - Douro (19 municipis; 4.110 km²; 221.853 habitants)
    - Entre Douro e Vouga (5 municipis; 861 km²; 276.814 habitants)
    - Gran Porto (5 municipis; 815 km²; 1.260.679 habitants)
    - Minho-Lima (10 municipis; 2.219 km²; 250.273 habitants)
    - Tâmega (15 municipis; 2.621 km²; 551.301 habitants)

  - Centre (12 NUTS)
    - Baixo Mondego (8 municipis; 2.063 km²; 340.342 habitants)
    - Baixo Vouga (12 municipis; 1.802 km²; 385.725 habitants)
    - Beira Interior Norte (9 municipis; 4.063 km²; 115.326 habitants)
    - Beira Interior Sul (4 municipis; 3.749 km²; 78.127 habitants)
    - Cova da Beira (3 municipis; 1.375 km²; 93.580 habitants)
    - Dão-Lafões (15 municipis; 3.489 km²; 286.315 habitants)
    - Oeste (12 municipis; 2.221 km²; 338.711 habitants)
    - Pinhal Interior Norte (14 municipis; 2.617 km²; 138.543 habitants)
    - Pinhal Interior Sul (5 municipis; 1.903 km²; 44.804 habitants)
    - Pinhal Litoral (5 municipis; 1.746 km²; 251.014 habitants)
    - Serra da Estrela (3 municipis; 868 km²; 49.896 habitants)
    - Médio Tejo (10 municipis; 2.306 km²; 226.070 habitants)

  - Lisboa (2 NUTS)
    - Gran Lisboa (9 municipis; 1.382 km²; 1.947.249 habitants)
    - Península de Setúbal (9 municipis; 1.581 km²; 714.589 habitants)

  - Alentejo
    - Alentejo Central (14 municipis; 7.228 km²; 173.401 habitants)
    - Alentejo Litoral (5 municipis; 5.303 km²; 99.976 habitants)
    - Alt Alentejo (15 municipis; 6.248 km²; 127.025 habitants)
    - Baixo Alentejo (13 municipis; 8.545 km²; 135.105 habitants)
    - Lezíria do Tejo (11 municipis; 4.273 km²; 240.832 habitants)

  - Algarve (1 NUTS)
    - Algarve (16 municipis; 4.995 km²; 395.208 habitants)
- Açores
- Madeira